# Lill-Renstjärnen
Lill-Renstjärnen är en sjö i Bräcke kommun i Jämtland och ingår i Ljungans huvudavrinningsområde.